# Agaue laeviunguis
Agaue laeviunguis is een mijtensoort uit de familie van de Halacaridae. De wetenschappelijke naam van de soort is voor het eerst geldig gepubliceerd in 2006 door Chang & Chatterjee.